# سوتل (لس آنجلس)
سوتل (به انگلیسی: Sawtelle) یک منطقهٔ مسکونی در ایالات متحده آمریکا است که در لس آنجلس واقع شده‌است.